# Fanum

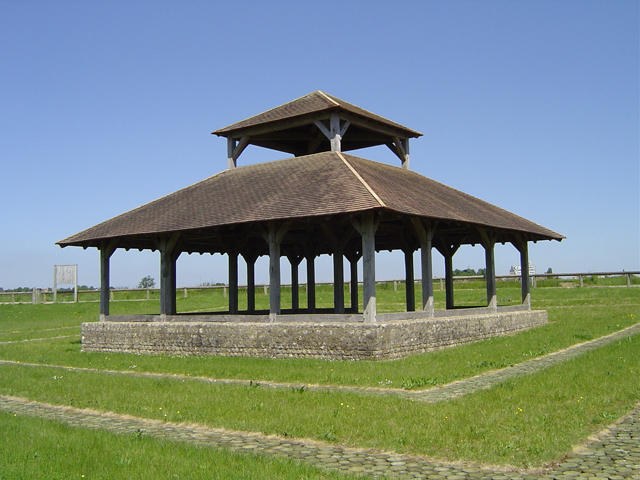
Een fanum in Oisseau-le-Petit

Een fanum (Latijn mv. fana of fanums) is een type Romeinse tempel uit de Gallo-Romeinse periode. 
Het slaat meestal op een stuk gewijde grond met een heiligdom dat zich meestal in een tempel of schrijn bevindt. De tempels zijn geïnspireerd op Keltische tempels.